# Abdelmadjid Tebboune
Abdelmadjid Tebboune (in arabo عبد المجيد تبون; Mécheria, 17 novembre 1945) è un politico algerino, Primo ministro dell'Algeria dal 25 maggio 2017 al 15 agosto 2017 e Presidente dell'Algeria dal 19 dicembre 2019.
Prima della sua elezione, Tebboune ha ricoperto numerosi incarichi governativi, tra cui primo ministro, ministro della politica di sviluppo e membro del Consiglio di Stato.

## Biografia
Provienente da una famiglia originaria di Boussemghoun, nella provincia di El Bayadh, si è laureato presso la Scuola Nazionale d'Amministrazione dell'Algeria, 2ª classe "Larbi Ben M'Hidi" nel 1969, sezione economica e finanziaria.
In carriera è stato ministro della Comunicazione e della Cultura, ministro delegato alle Comunità locali, ministro per la Pianificazione urbana, ministro ad interim per il Commercio. Il 24 maggio 2017 è stato nominato Primo Ministro dal presidente Abdelaziz Bouteflika, succedendo a Abdelmalek Sellal, in carica dal 2012. È stato considerato vicino al capo del personale, Ahmed Gaïd Salah. Il 25 maggio 2017 ha formato il governo, che tuttavia è rimasto in carica solo tre mesi, quando il 15 agosto 2017 è stato costretto alle dimissioni e sostituito dall'ex primo ministro Ahmed Ouyahia.
Nel dicembre 2019 ha vinto le elezioni presidenziali con il 58,15 per cento dei voti, che gli hanno consentito di essere presidente dell'Algeria al primo turno. Nell'occasione l'affluenza alle urne è stata del 39,9 % a causa del boicottaggio delle elezioni deciso dalle opposizioni. Un voto categoricamente respinto dalle opposizioni, visto come una manovra del “sistema” al potere per garantirsi la sopravvivenza. In diverse città si sono registrate marce anti-elettorali e scontri, non solo ad Algeri, ma anche nella regione della Cabilia, a Bejaia e Tizi Ouzou, dove i manifestanti si sono impadroniti delle urne.